# Maher Hasnaoui
Pour les articles homonymes, voir Hasnaoui.
Maher Hasnaoui, né le 22 septembre 1989 à Ben Arous, est un coureur cycliste tunisien, faisant carrière sur route.

## Palmarès
- 2008
  - 2e du championnat de Tunisie sur route
- 2009
  -  Champion de Tunisie sur route
  -  Médaillé d'or au championnat arabe du contre-la-montre par équipes
- 2010
  - 3e du championnat de Tunisie sur route
  -  Médaillé de bronze du championnat arabe du contre-la-montre
- 2011
  -  Médaillé d'argent du championnat arabe sur route espoirs
- 2012
  - 2e du championnat de Tunisie sur route
  -  Médaillé d'argent du championnat d'Afrique du contre-la-montre par équipes
  - 3e du championnat de Tunisie du contre-la-montre
- 2013
  - Challenge du Prince - Trophée de la maison royale
  - 2e du championnat de Tunisie sur route
  - 2e du championnat de Tunisie du contre-la-montre
- 2014
  - 2e du championnat de Tunisie sur route
- 2015
  - UAE Cup
  - 2e étape du Jelajah Malaysia (contre-la-montre par équipes)
  - Tour d'Al Zubarah :
    - Classement général
    - 1re étape

  - 2e du championnat de Tunisie du contre-la-montre
- 2016
  -  Champion de Tunisie du contre-la-montre
  - 3e du championnat de Tunisie sur route
- 2017
  - 4e étape du Tour de Tunisie
  - 2e du championnat de Tunisie sur route
  - 2e du championnat de Tunisie du contre-la-montre
- 2018
  - 2e du championnat de Tunisie sur route
  - 2e du championnat de Tunisie du contre-la-montre

## Classements mondiaux
| Année                                 | 2008 | 2009 | 2010 | 2011 | 2012 | 2013 | 2014 | 2015 | 2016 | 2017 | 2018 | 2019  |
| ------------------------------------- | ---- | ---- | ---- | ---- | ---- | ---- | ---- | ---- | ---- | ---- | ---- | ----- |
| Classement mondial                    |      |      |      |      |      |      |      |      | 843e | 670e | 692e | 1942e |
| UCI Asia Tour                         | nc   | nc   | nc   | nc   | nc   | nc   | nc   | 28e  | nc   | nc   | nc   |       |
| UCI Africa Tour                       | 53e  | nc   | 73e  | nc   | 44e  | 21e  | 69e  | 114e | 38e  | 22e  | 17e  | 113e  |
|                                       |      |      |      |      |      |      |      |      |      |      |      |       |
| Légende : nc = non classéSource : UCI |      |      |      |      |      |      |      |      |      |      |      |       |